# Yoav Lumbroso
Yoʾav Lumbroso (hebräisch יוֹאָב לוּמְבּרוֹזוֹ; * 15. Juli 2000 in Beʾer Scheva, Israel) ist ein israelischer Handballspieler.

## Karriere
Yoʾav Lumbroso spielte zunächst in Israel für Maccabi Rehovot. 2019 kam er mit 18 Jahren nach Deutschland, um für den Zweitligisten ThSV Eisenach zu spielen. Nach einer Saison wechselte er nach Frankreich zu Limoges Handball. 2022 verkündete der polnische Verein KS Kielce die Verpflichtung von Lumbroso ab Sommer 2023 für vier Jahre. Im Sommer 2023 wechselte er doch nach Portugal zu Benfica Lissabon. Im Februar 2024 wechselte er mit sofortiger Wirkung zurück nach Eisenach, welche in der Vorsaison in die 1. Bundesliga aufgestiegen waren, um den Ausfall von Jannis Schneibel zu kompensieren. Im Sommer 2024 wechselte er zum rumänischen Erstligisten Dinamo Bukarest.
Yoʾav Lumbroso steht im Kader der israelischen Nationalmannschaft.